# Morosaglia
Morosaglia är en kommun i departementet Haute-Corse på ön Korsika i Frankrike. Kommunen ligger i kantonen Castifao-Morosaglia som tillhör arrondissementet Corte. År 2022 hade Morosaglia 961 invånare.

## Befolkningsutveckling
Antalet invånare i kommunen Morosaglia
Referens:INSEE